# چاینا فیلیپس
گیلیام چاینا فیلیپس (انگلیسی: Gilliam Chynna Phillips؛ زادهٔ ۱۲ فوریهٔ ۱۹۶۸) خواننده و بازیگر اهل ایالات متحده آمریکا است. وی از سال ۱۹۷۵ میلادی تاکنون مشغول فعالیت بوده است.
از فیلم‌ها یا مجموعه‌های تلویزیونی که وی در آن‌ها نقش داشته است می‌توان به ساقدوش‌ها اشاره کرد.